# Adolf Gollmick
Adolf Gollmick   (Frankfurt del Main, 5 de febrer de 1825 - 7 de març de 1883) fou un compositor alemany pertanyent a un família de músics, car el seu avi Karl Friedrich (1774-1852) fou un tenor força reconegut i el seu pare Carl (1796-1866) fou un musicòleg i un percussionista d'orquestres conegudes.
Fill de Karl Gollmick, va estudiar amb el seu pare i altres professors a Frankfurt del Main, i el 1844 es va establir a Londres com a pianista i professor. Va compondre 3 òperes còmiques: Dona Constanza, estrenada al Criterion Theatre el 1875; L'Oracle interpretat al Bijou Theatre, Bayswater, 1864; i Balthasar realitzada privadament a Frankfurt, el 1860; Altres obres inclouen 2 "cantates operístiques": The Blind Beggar's Daughter of Bethnal Green i The Heir of Lynne, així com diverses obres simfòniques, peces per a piano i cançons.